# Gao Min
Gao Min (7 de setembre de 1970, Zigong, província de Sichuan, Xina) és una saltadora xinesa campiona olímpica de salts de trampolí als Jocs de Seül 1988 i Barcelona 1992. És considerada com una de les millors saltadores de la història.
En la seva infantesa va començar practicant la gimnàstica, fins que un entrenador de salts la va convèncer per provar en aquest esport. Amb 15 anys va guanyar la seva primera gran competició en proclamar-se campiona de salts des del trampolí de 3 metres en els Mundials de Madrid 1986.
Gao Min va dominar els salts de trampolí a nivell internacional durant diversos anys, no perdent ni una sola competició entre 1986 i 1992. En aquest temps va guanyar les medalles d'or als Jocs Olímpics de Seül 1988 i Barcelona 1992, a més d'obtenir tres títols de campiona mundial, tres de la Copa del Món i dos als Jocs Asiàtics.
Es va retirar el 1992 després dels Jocs de Barcelona. Després es va traslladar a viure al Canadà, on va ser entrenadora durant diversos anys en Edmonton.
Era coneguda com "La Reina dels salts" (Diving Queen) i és considerada com una de les millors saltadores de la història per l'elegància i perfecció dels seus moviments. Va ser triada com la millor saltadora del món durant set anys consecutius, entre 1986 i 1992.
El 1998 va ser inclosa en el Saló de la Fama de la Natació Internacional.
Va ser una de les últimes portadores de la torxa olímpica en la Cerimònia d'obertura dels Jocs Olímpics de Pequín 2008.

## Resultats
| Any  | Competició               | Lloc         | Resultat                                  |
| ---- | ------------------------ | ------------ | ----------------------------------------- |
| 1986 | Campionat del Món        | Madrid       | 1ª en Trampolí (3m.)                      |
| 1987 | Copa del Món             | Amersfoort   | 1ª en Trampolí (3m.)                      |
| 1988 | Jocs Olímpics            | Seül         | 1ª en Trampolí (3m.)                      |
| 1989 | Copa del Món             | Indianapolis | 1ª en Trampolí (1m.) 1ª en Trampolí (3m.) |
| 1990 | Jocs Asiàtics            | Pequín       | 1ª en Trampolí (1m.) 1ª en Trampolí (3m.) |
| 1990 | Jocs de la Bona Voluntat | Seattle      | 1ª en Trampolí (1m.) 1ª en Trampolí (3m.) |
| 1991 | Campionat del Món        | Perth        | 1ª en Trampolí (1m.) 1ª en Trampolí (3m.) |
| 1991 | Universiada              | Sheffield    | 1ª en Trampolí (3m.)                      |
| 1992 | Jocs Olímpics            | Barcelona    | 1ª en Trampolí (3m.)                      |